# 卓丹·鄧
卓丹·鄧（英語：Jourdan Dunn；1990年8月3日—），英國超級名模。她是高級時裝品牌Burberry、Calvin Klein及Yves Saint Laurent Beauty的代言人。卓丹上過Vogue及i-D等雜誌封面或內頁，也有參與Fendi、Christian Dior、Prada等著名時裝及奢侈品的時裝展。卓丹現在在Models.com的Top 50 Women中排15名。